# 弓线天竺鲷
弓线天竺鲷（学名：Fibramia amboinensis），为輻鰭魚綱鈎頭魚目天竺鲷科天竺鲷属的一種。

## 分布
本魚分布于印度西太平洋區，包括馬來西亞、泰國、越南、印度尼西亚、新幾內亞、菲律宾、日本、中国南海、新喀里多尼亞等海域。该物种的模式产地在印尼安汶。

## 深度
水深2至5公尺。

## 特徵
本魚體延長而側扁，眼大，口大略下位。魚體呈灰白色，腹部銀色，體側有一條水平的黑色縱紋，尾柄中間有一的深色斑點；各鰭透明有深色雜斑，背鰭硬棘7枚；背鰭軟條9枚；臀鰭硬棘2枚；臀鰭軟條8枚，體長可達7公分。

## 生態
本魚棲息於河口的紅樹林半鹹水水域。繁殖期時，雄魚具有口孵習性，卵約7日化成仔魚，由雄魚吐出，具短暫的仔魚飄浮期。

## 經濟利用
不具任何經濟價值。